# Arabella
Pour les articles homonymes, voir Arabella (homonymie).
Airs
- Aber der Richtige — Acte I
- Mein Elemer! — Acte I
- Und du wirst mein Gebieter Sein — Acte II
- Das war sehr gut, Mandryka — Acte III

Arabella est un opéra, plus précisément une comédie lyrique en trois actes, de Richard Strauss sur un livret de Hugo von Hofmannsthal, créé le 1er juillet 1933 à Dresde.
C'est la dernière collaboration entre Strauss et Hofmannsthal, celui-ci étant décédé en 1929 d'une attaque d'apoplexie.

## Histoire
Sa création a lieu cinq mois après la prise du pouvoir par Adolf Hitler. Le Semperoper de Dresde ayant perdu son directeur et son chef musical, Fritz Busch, qui décide, bien que l'œuvre lui ait été dédiée, de rompre avec l'Allemagne nazie, c'est Clemens Krauss qui assure la première : un triomphe. La même année, l'opéra est repris à Berlin, sous la baguette de Wilhelm Furtwängler ; puis à Vienne, à Munich, puis Hambourg et Stockholm.
En 1934 Arabella est joué à Zurich, Bâle, Monte-Carlo, au Covent Garden à Londres, Buenos Aires et Amsterdam. En 1936, Strauss lui-même dirige la création italienne à Gênes.
Pendant la guerre, Arabella est donné à Salzbourg, en 1946. L'opéra est ensuite à l'affiche à Zurich, avec dans le rôle de Zdenka, Lisa Della Casa, qui devient par la suite une des plus grandes interprètes du rôle d'Arabella (1950 à Zurich, 1952-1965 à Munich, 1952-1964 à Vienne, 1958 Salzbourg, 1953 et 1965 à Londres, 1957-1965 au Metropolitan Opera), qu'elle marque d'une empreinte inégalée et dont elle laisse plusieurs enregistrements, notamment celui de la première intégrale au disque, sous la direction de Georg Solti en 1957, mais aussi au Festival de Salzbourg avec Joseph Keilberth en 1958 et encore avec Keilberth à Munich en 1963. Par la suite, le rôle-titre a été aussi interprété par Gundula Janowitz, Anna Tomowa-Sintow, Kiri Te Kanawa, Felicity Lott ou encore Lucia Popp et de nos jours, notamment, par Renée Fleming et Anja Harteros.

## Personnages
- le comte Waldner : basse
- Sa femme Adélaïde : soprano
- Arabella (fille des précédents): soprano
- Zdenka (sœur d'Arabella) : soprano
- Mandryka (Seigneur croate) : baryton
- Matteo (officier) : ténor
- Le Comte Elemer (prétendant d'Arabella) : tenor
- Le Comte Dominik (prétendant d'Arabella) : baryton
- Le Comte Lamoral (prétendant d'Arabella) : basse
- Fiakermilli : soprano colorature
- Diseuse de bonne aventure : soprano
- Welko : basse
- Djura : baryton
- Jankel
- Garçon
- Orteille : Nejma

## Argument

### Acte I
Le comte Waldner a perdu tout son argent au jeu. Pour sauver sa famille de la ruine, il veut marier sa fille aînée Arabella à un homme fortuné. Dans ce but, il a écrit à son vieux et riche camarade de régiment et a joint à sa lettre un portrait de sa fille. Comme il n'a pas les moyens de doter sa deuxième fille, on habille celle-ci en garçon et on l'appelle Zdenko (au lieu de Zdenka).
Adélaïde, l'épouse du comte, consulte une diseuse de bonne aventure qui lui prédit qu'un étranger viendra pour épouser Arabella, mais que Zdenka créera des complications. Zdenka est amoureuse de Matteo, un officier sans fortune qui aime secrètement sa sœur Arabella. Mais celle-ci attend le prince charmant et reste indifférente à ses prétendants : Elemer, Dominik et Lamoral.
Zdenka écrit des lettres d'amour à Matteo, qu'elle signe du nom d'Arabella, pour lui redonner espoir.
Arabella a remarqué par la fenêtre un étranger : c'est Mandryka, le neveu et riche héritier du vieil ami de son père, tombé amoureux d'Arabella en voyant le portrait joint à la lettre. Celui-ci se présente au comte, enchanté de voir ses ennuis financiers se résoudre. Pressée par le temps et les dettes, Arabella devra choisir parmi ses prétendants, le soir même, au bal des cochers.

### Acte II
Arabella et Mandryka font connaissance au bal et tombent immédiatement amoureux l'un de l'autre. Arabella est convaincue que Mandryka est celui qu'elle attendait. Il lui raconte que dans son pays, la Croatie, une jeune fille doit offrir un verre d'eau à son fiancé en guise d'engagement. Il évoque sa vie à la campagne si différente de celle de Vienne. Arabella lui promet de l'épouser, mais elle lui demande de se retirer. Elle est la reine du bal et compte bien profiter une dernière fois de sa vie de jeune fille. Elle prend congé de ses soupirants, tandis que Mandryka offre le champagne à tout le monde. Zdenka, toujours déguisée en garçon, réconforte Matteo en lui remettant une prétendue lettre d'Arabella contenant la clef de sa chambre. Mandryka surprend la conversation et se croit trahi, il provoque un scandale.

### Acte III
Arabella est surprise de l'ardeur et des sous-entendus de Matteo qui est étonné de son côté de la froideur d'Arabella. Le comte Waldner et sa femme Adélaïde et Mandryka surviennent et Mandryka reconnaît en Matteo l'homme ayant reçu la clef de la chambre d'Arabella. Zdenka surgit et avoue qu'elle a tout manigancé par amour : dans la lettre se trouvait la clef de sa propre chambre. Elle implore le pardon de sa sœur. Le comte Waldner accepte d'accorder la main de Zdenka à Matteo. Arabella se retire non sans froideur pour punir Mandryka de ses doutes.
Mais elle revient en lui portant le verre d'eau tant espéré.

## Distribution de la version du1erjuillet 1933
Orchestre du Staatsoper de Dresde, direction : Clemens Krauss
- le Comte Waldner : Friedrich Plaschke (basse)
- Sa femme Adélaïde : Camilla Kallab (mezzo-soprano)
- Arabella : Viorica Ursuleac (soprano)
- Zdenka : Margit Bokor (de) (soprano)
- Mandryka : Alfred Jerger (de) (baryton)
- Matteo : Martin Kremer (de) (ténor)
- Le Comte Elemer : Karl Albrecht  (tenor)
- Le Comte Dominik  : Kurt Böhme (baryton)
- Le Comte Lamoral : Arno Schellenberg (basse)
- Fiakermilli : Ellice Illiard (soprano)
- Diseuse de bonne aventure : Jessyka Koettrik (soprano)
- Welko : Robert Büssel (basse)
- Djura : Rudolf Schmalnauer (baryton)
- Jankel : Horst Falke
- Garçon : Ludwig Eybish

## Autres représentations
- 1994 : au Metropolitan Opera de New York avec Kiri Te Kanawa, Wolfgang Brendel, Chœurs et orchestre du Met dirigés par Christian Thielemann.
- 2001 : avec Renée Fleming, Julia Kleiter, Frank Larsen, Orchestre de Zurich dirigé par Franz Welser-Möst.
- 2002 : au Théâtre du Châtelet avec Karita Mattila, Thomas Hampson, Barbara Bonney, Philharmonia Orchestra dirigé par Christoph von Dohnányi.
- 2006 : à l'Opéra royal de Wallonie, à Liège (Belgique) avec Mireille Delunsch, direction Patrick Davin.
- 2012 : à l'opéra Bastille, à Paris, avec Renée Fleming, Michael Volle, direction Philippe Jordan, mise en scène de Marco Arturo Marelli[5].
- 2014 : au festival de Pâques de Salzbourg, avec Renée Fleming, Thomas Hampson, Hanna-Elisabeth Müller, Daniel Behle, mise en scène de  Florentine Klepper, direction musicale de Christian Thielemann[6].
- 2015 : au Bayerische Staatsoper de Munich, avec Anja Harteros, Thomas Johannes Mayer, Hanna-Elisabeth Müller, mise en scène de Andreas Dresen, direction musicale de Philippe Jordan[7]

## Discographie (CD et DVD)

### CD
- CD avec Lisa Della Casa, Hilde Gueden, Anton Dermota, George London, Chœurs et Orchestre philharmonique de Vienne, direction Georg Solti, enregistrement Decca (1957, première intégrale)
- CD avec Lisa Della Casa, Anneliese Rothenberger, Dietrich Fischer-Dieskau, Otto Edelmann, Ira Malaniuk, Chœurs et Orchestre de l'Opéra de Vienne, direction Joseph Keilberth, enregistrement Orfeo (Festival de Salzbourg, 29 juillet 1958)
- CD avec Lisa Della Casa, Anneliese Rothenberger, Dietrich Fischer-Dieskau, Ira Malaniuk, Chœurs et Orchestre du Bayerische Staatsoper, direction Joseph Keilberth, enregistrement Deutsche Grammophon (1963)
- CD avec Kiri Te Kanawa, Helga Dernesch, Franz Grundheber, Ernst Gutstein, Chœurs et Orchestre de l'Opéra de Covent Garden, direction Jeffrey Tate, enregistrement Decca (1987)
- CD avec Julia Varady, Dietrich Fischer-Dieskau, Helen Donath, Walter Berry, Chœurs et Orchestre du Bayerische Staatsoper, direction Wolfgang Sawallisch, enregistrement Orfeo (1981)

### DVD
- DVD avec Gundula Janowitz, René Kollo, Bernd Weikl, Sona Ghazarian, Chœurs et Orchestre philharmonique de Vienne, direction Georg Solti, enregistrement Decca (1977)
- DVD avec Kiri Te Kanawa, Helga Dernesch, Marie McLaughlin, Donald McIntyre, Chœurs et Orchestre du Metropolitan Opera de New York, direction Christian Thielemann, enregistrement Deutsche Grammophon (1995)
- DVD avec Renée Fleming, Julia Kleiter, Morten Frank Larsen, Chœurs et Orchestre de l'Opéra de Zurich, direction Franz Welser-Möst, enregistrement Decca (2007)
- DVD avec Emily Magee, Genia Kühmeier, Tomasz Konieczny, Chœurs et Orchestre de l'Opéra de Vienne, direction Franz Welser-Möst, enregistrement Decca (2012)
- DVD avec Renée Fleming, Thomas Hampson, Hanna-Elisabeth Müller, Daniel Behle, Choeurs et orchestre de la Staatskapelle de Dresde, direction Christian Thielemann, enregistrement Unitel Classica (2014)
- DVD avec Anja Harteros, Thomas J. Mayer, Hanna-Elisabeth Muller,  Joseph Kaiser, Choeurs et orchestre de Bayerische Staatsoper, direction Philippe Jordan (2015)